# Solfugi
Solfugi, solpugi (Solifugae) – rząd pajęczaków, obejmuje ponad 1000 gatunków drapieżnych zwierząt lądowych zamieszkujących obszary tropikalne (poza Australią, gdzie nie występują). Wyróżniają się spośród pajęczaków wyglądem zewnętrznym, który przyczynił się do powstania różnych mitów na ich temat. Nie są jadowite i nie tworzą pajęczyn. Wielkość solfug waha się w zakresie między 0,39 a 15 cm. Wyróżnia się 12 rodzin solfug. Można je spotkać w hodowlach, ale bardzo trudno zapewnić im warunki, więc często umierają.

## Opis

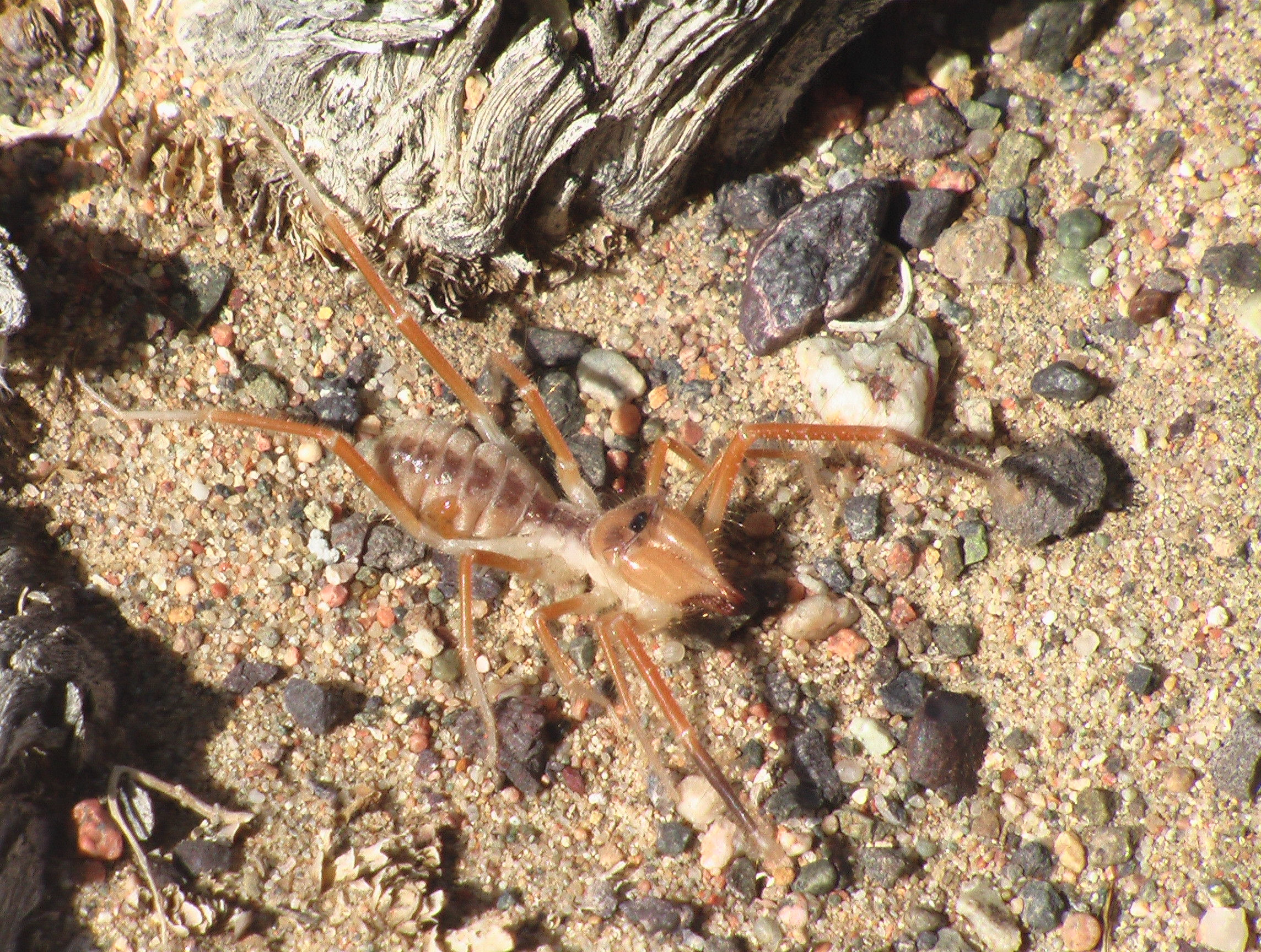
Solfuga na pustyni Gobi, Mongolia

Ciało wydłużone, pokryte gęsto długimi chitynowymi włoskami. Ciało składa się z krótkiego głowotułowia, 2 segmentów tułowiowych i odwłoka złożonego z 11 segmentów. Niektórzy systematycy zaliczają segmenty tułowia do swego rodzaju niejednolitego głowotułowia. 
GłowotułówNa głowotułowiu znajdują się potężne szczękoczułki, nogogłaszczki i 4 pary odnóży krocznych. Nogogłaszczki służą nie tylko przytrzymywaniu ofiary, ale również pełnią funkcje pomocnicze przy chodzeniu. Wyposażone są w niewielkie wyrostki służące do żucia.
TułówPierwsza para odnóży lokomocyjnych pełni funkcje dotykowe. Odnóża kroczne zbudowane z większej liczby segmentów niż u pozostałych pajęczaków. Na odnóżach ostatniej pary znajdują się narządy zmysłowe.
Układ nerwowyNarządy zmysłów rozwinięte: oczy proste, szczecinki czuciowe, i narządy czuciowe w odnóżach.
Układ oddechowySolfugi oddychają tchawkami.
Układ wydalniczyCewki Malpighiego i gruczoły biodrowe. Brak gruczołów jadowych.
Tryb życiaZamieszkują pustynie i stepy. Większość prowadzi nocny tryb życia, niektóre żerują nocą. Przemieszczają się z szybkością do 2-15 km na godzinę. Odżywiają się owadami i drobnymi kręgowcami. Posługując się swymi gigantycznymi (jak na zwierzęta tej klasy wielkości) szczękami niczym czymś w rodzaju kombinacji szczypców i piły tną swe ofiary, przeżuwając je na pulpę. Następnie wydzielają enzymy, które rozkładają mięso do postaci płynnej, którą następnie wsysają do żołądka.

## Nazwy w innych językach
W języku angielskim solfugi określa się mianem wind scorpions (ang. wind – wiatr; scorpion – skorpion), co nawiązuje do ich rzekomej szybkości, oraz camel spiders (ang. camel – wielbłąd), co nawiązuje do dwóch rzeczy: lekko garbatej sylwetki i rzekomego żerowania na wnętrznościach wielbłądów.

## Systematyka
Rząd: Solifugae - solfugi
- Rodzina: Melanoblossidae(inne języki)
  - Rodzaje: Daesiella(inne języki), Dinorhax(inne języki), Lawrencega(inne języki), Melanoblossia(inne języki), Microblossia(inne języki), Unguiblossia(inne języki)
- Rodzina: Eremobatidae(inne języki)
  - Rodzaje: Arenotherus, Chanbria(inne języki), Eremacantha, Eremobates(inne języki), Eremochelis(inne języki), Eremorhax(inne języki), Eremospina, Eremothera(inne języki), Hemerotrecha(inne języki), Horribates(inne języki)
- Rodzina: Karschiidae(inne języki)
  - Rodzaje: Barrella, Barrus(inne języki), Eusimonia(inne języki), Karschia(inne języki), Rhinippus
- Rodzina: Rhagodidae(inne języki)
  - Rodzaje: Rhagodax(inne języki), Rhagodeca(inne języki), Rhagodelbus(inne języki), Rhagodella, Rhagoderma(inne języki), Rhagoderus(inne języki), Rhagodes(inne języki), Rhagodessa(inne języki), Rhagodeya(inne języki), Rhagodia(inne języki), Rhagodiija, Rhagodima(inne języki), Rhagodinus(inne języki), Rhagodippa(inne języki), Rhagodira(inne języki), Rhagodista(inne języki), Rhagoditta(inne języki), Rhagodixa(inne języki), Rhagodoca(inne języki), Rhagodolus(inne języki), Rhagodomma(inne języki), Rhagodopa(inne języki), Rhagodopsus(inne języki), Rhagodorimus(inne języki), Rhagodorta(inne języki), Rhagodula(inne języki), Rhagoduna(inne języki)
- Rodzina:  Hexisopodidae(inne języki)
  - Rodzaje: Chelypus(inne języki), Hexisopus(inne języki)
- Rodzina: Gylippidae(inne języki)
  - Rodzaje: Acanthogylippus(inne języki), Anoplogylippus, Bdellophaga(inne języki), Gylippus(inne języki), Hemigylippus, Paragylippus, Trichotoma(inne języki)
- Rodzina: Solpugidae(inne języki) - solfugowate
  - Rodzaje: Enea, Ferrandia(inne języki), Metasolpuga(inne języki), Oparba(inne języki), Oparbella(inne języki), Oparbona, Prosolpuga(inne języki), Solpuga(inne języki), Solpugassa(inne języki), Solpugeira(inne języki), Solpugella(inne języki), Solpugema(inne języki), Solpugiba(inne języki), Solpugista(inne języki), Solpugisticella(inne języki), Solpuguna(inne języki), Solpugyla(inne języki), Zeria(inne języki), Zeriassa(inne języki)
- Rodzina:  Mummuciidae(inne języki)
  - Rodzaje: Mummucia(inne języki), Mummucina(inne języki), Mummuciona(inne języki), Mummucipes(inne języki), Procleobis(inne języki)
- Rodzina: Ammotrechidae(inne języki)
  - Rodzaje: Ammotrecha(inne języki), Ammotrechelis(inne języki), Ammotrechella(inne języki), Ammotrechesta(inne języki), Ammotrechinus(inne języki), Ammotrechona(inne języki), Ammotrechula(inne języki), Branchia(inne języki), Campostrecha(inne języki), Chileotrecha(inne języki), Chinchippus(inne języki), Cordobulgida(inne języki), Dasycleobis(inne języki), Eutrecha(inne języki), Gaucha(inne języki), Gauchella(inne języki), Happlodontus(inne języki), Innesa(inne języki), Metacleobis(inne języki), Mortola(inne języki), Neocleobis(inne języki), Nothopuga(inne języki), Oltacola(inne języki), Pseudocleobis(inne języki), Saronomus(inne języki), Senda(inne języki), Tetracleobis, Uspallata(inne języki), Xenotrecha(inne języki)
- Rodzina: † Protosolpugidae(inne języki)
  - Rodzaj: Protosolpuga(inne języki)
- Rodzina: Galeodidae(inne języki)
  - Rodzaje: Paragaleodes(inne języki), Galeodellus, Galeodenna, Galeodes(inne języki), Galeodessus, Galeodibus, Galeodila, Galeodopsis(inne języki), Galeodora, Galeodumus(inne języki), Othoes(inne języki), Paragaleodiscus(inne języki), Roeweriscus(inne języki)
- Rodzina: Ceromidae(inne języki)
  - Rodzaje: Ceroma(inne języki), Ceromella(inne języki), Toreus(inne języki)
- Rodzina: Daesiidae(inne języki)
  - Rodzaje: Amacata, Biton(inne języki), Bitonissus(inne języki), Bitonota(inne języki), Bitonupa(inne języki), Blossia(inne języki), Blossiana(inne języki), Daesiella(inne języki), Eberlanzia(inne języki), Gluvia(inne języki), Gluviella(inne języki), Gluviema(inne języki), Gluviola(inne języki), Gluviopsida(inne języki), Gluviopsilla(inne języki), Gluviopsis(inne języki), Gluviopsona(inne języki), Gnosippus(inne języki), Haarlovina(inne języki), Hemiblossia(inne języki), Hemiblossiola(inne języki), Hodeidania(inne języki), Namibesia(inne języki), Syndaesia(inne języki), Tarablossia, Tarabulida(inne języki), Triditarsula(inne języki), Triditarsus(inne języki), Valdivia